# 嘉兴三塔

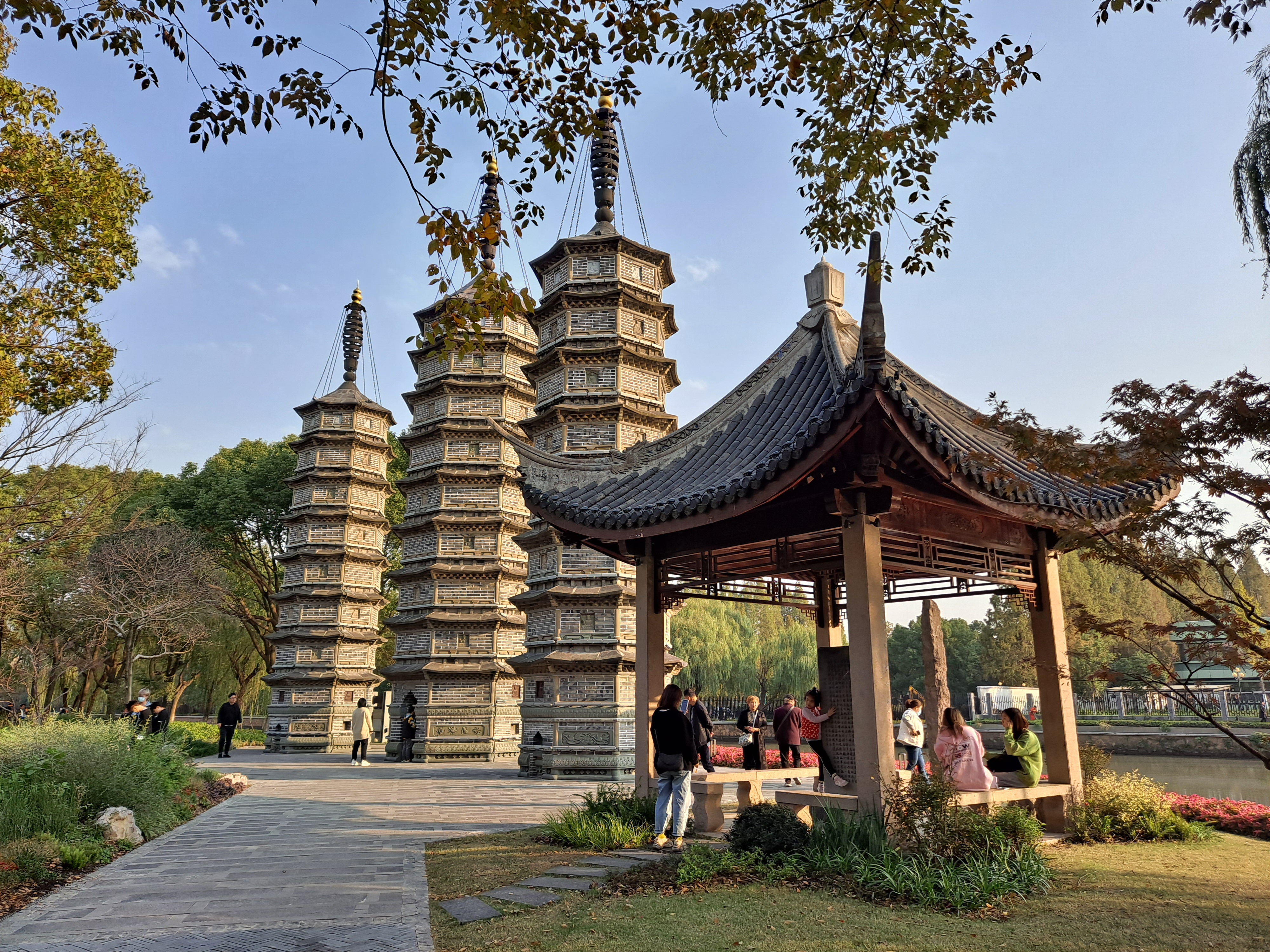
嘉兴三塔公园

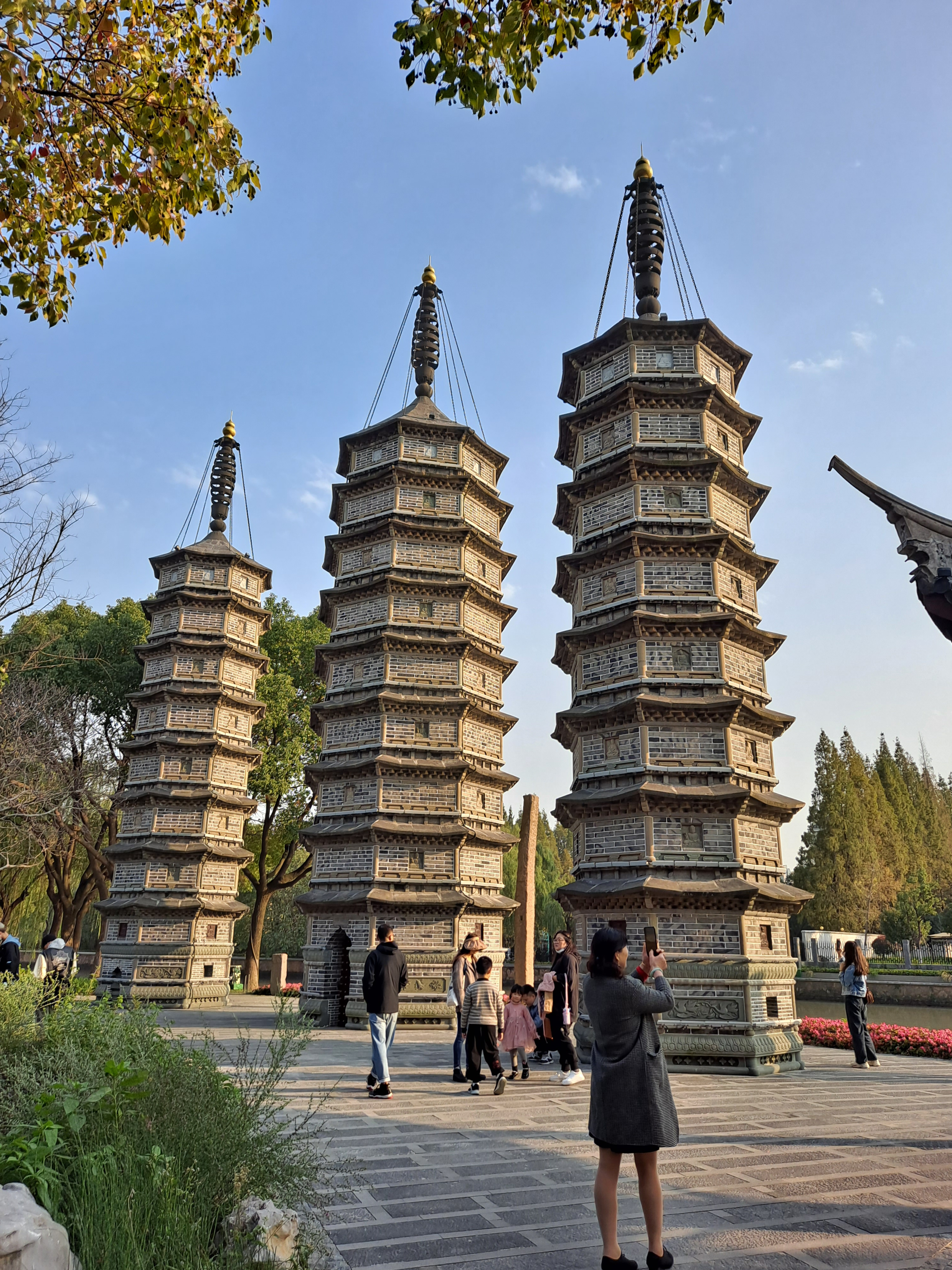
嘉兴三塔

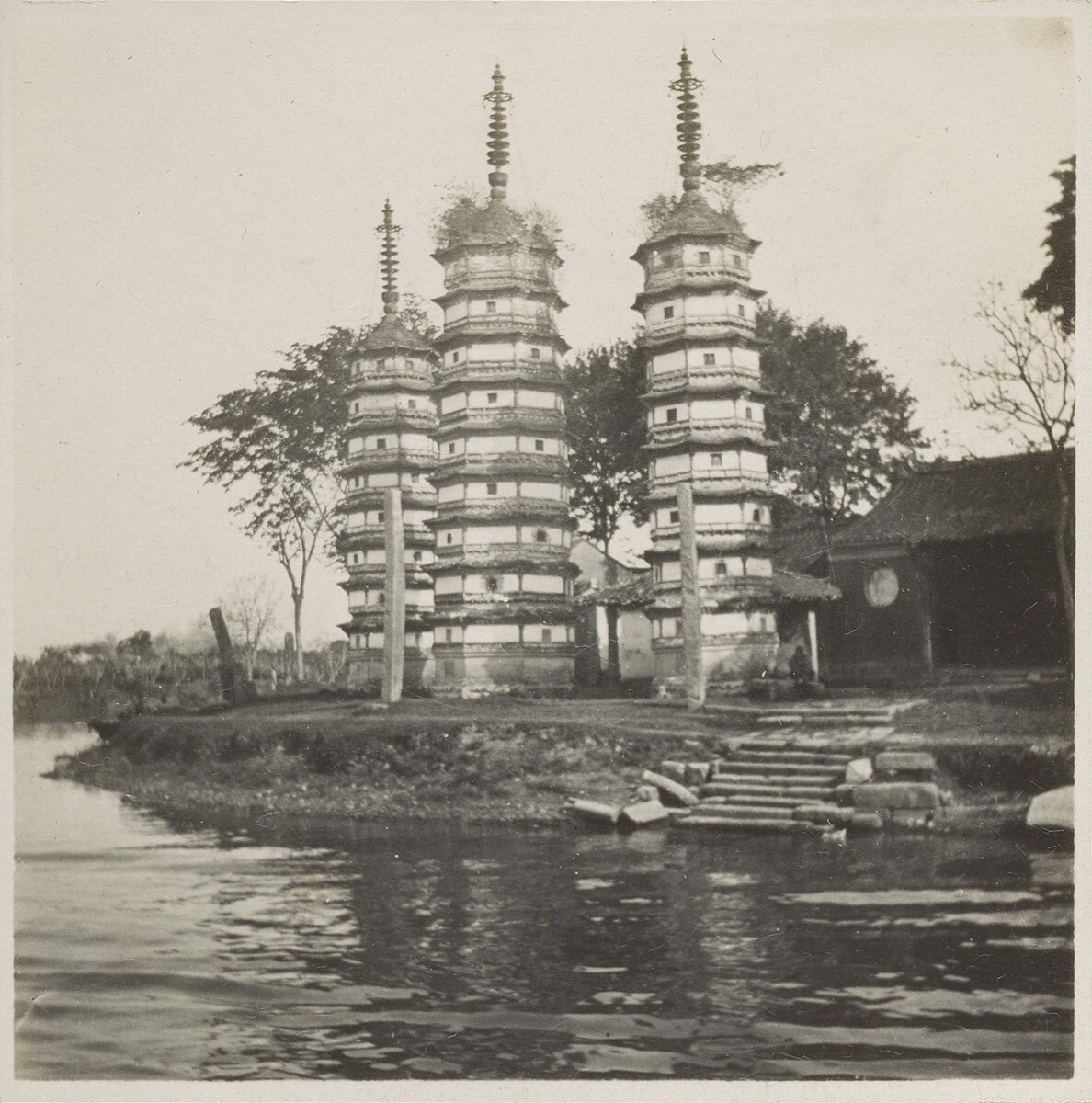
甘博在1908年拍摄的嘉兴三塔

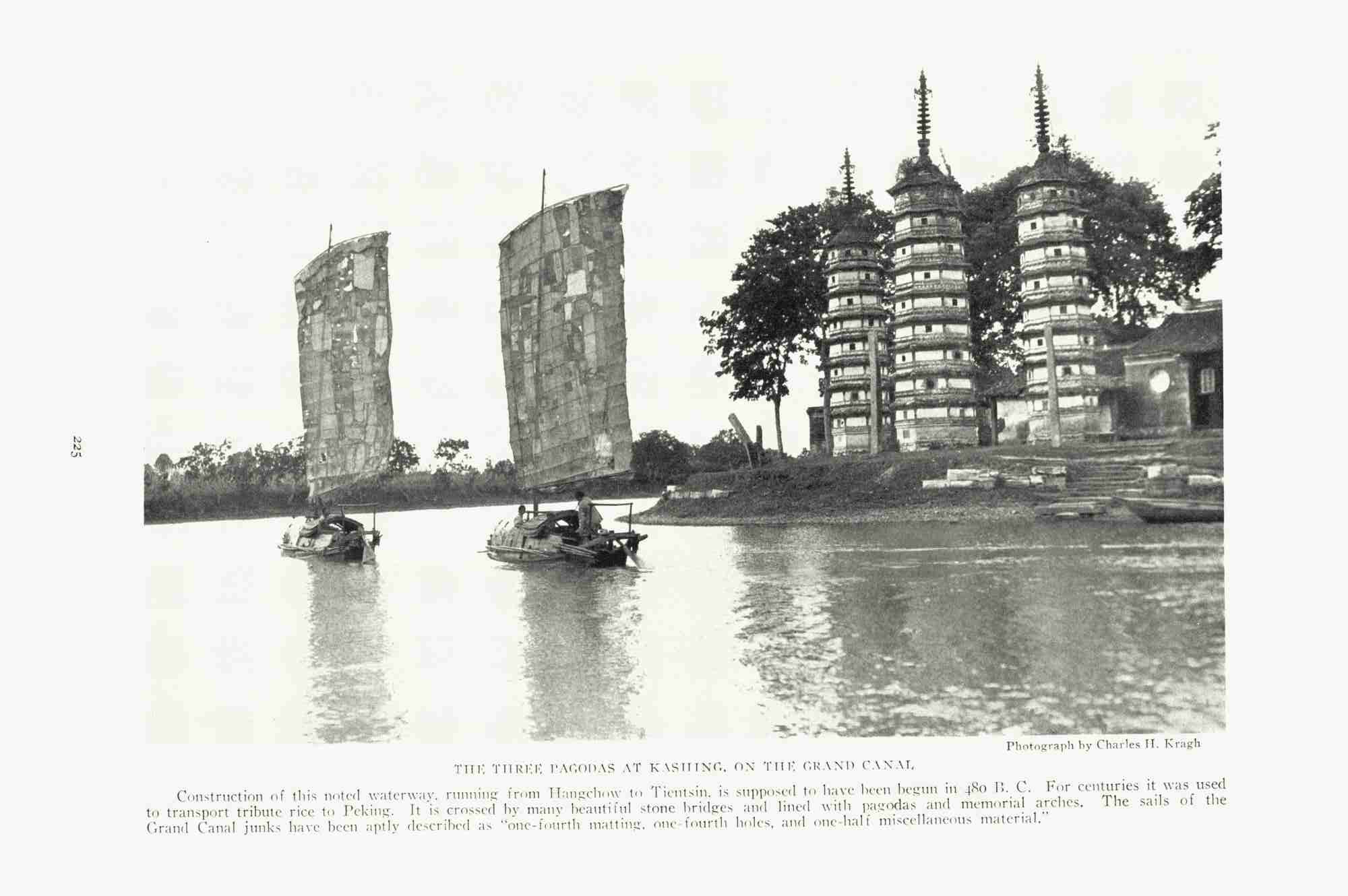
1926年2月刊《国家地理》杂志内页第225页刊登的三塔照片

三塔位于浙江省嘉兴市西门外京杭运河边，始建于唐代，据《嘉禾志》记载：“此处有白龙潭。水深流急，行舟过此多沉溺。”人们推测“潭中有白龙兴风作浪，于是运土填潭，建三塔以镇之。”
三塔于清光绪二年（1876年）重建，三塔后为茶禅寺，唐代名龙渊寺，乾隆南巡经此，曾在寺中饮茶赋诗，题匾“赐名”茶禅寺。清代“茶禅夕照”为嘉禾八景之一。
文革期间（1971年）三塔被拆除造水泥厂，塔砖一部分用于修人民广场。1999年拆水泥厂在原址重建三塔。
三塔均为九层砖塔，中间一座稍高，约15米，塔内无梯可攀，每层壁龛嵌铁制浮雕佛像，饰白、黑、红三色。

## 相关记载
明末项圣谟画过一幅《三塔图》，现藏于上海博物馆。
清道光十四年翁小海所画《三塔图》，现藏于嘉兴博物馆。 
1926年，美国出版的《国家地理》杂志内刊登了三塔照片。
1930年，日本出版《世界地理风俗大系》第三卷，三塔照片作为大运河的标志之一出现。
丰子恺画过一幅三塔，画名是《嘉兴写景》，中间那座塔，已无塔刹。